# West Quantoxhead
West Quantoxhead is een civil parish in het bestuurlijke gebied Somerset West and Taunton, in het Engelse graafschap Somerset met 343 inwoners.